# 50 (альбом)
50 — седьмой студийный альбом британского соул- и поп-певца Рика Эстли, выпущенный им 10 июня 2016 года совместно с BMG после более чем 10-летнего перерыва (предыдущий студийный альбом Portrait был выпущен в 2005 году). В британских чартах альбом достиг первой строчки, чем повторил успех дебютного альбома Эстли — Whenever You Need Somebody.

## Критика
| Оценки критиков | Оценки критиков |
| Источник        | Оценка          |
| --------------- | --------------- |
| Allmusic        | [ 1 ]           |

Критики в целом положительно приняли альбом, хотя отмечают, что ему не удалось «прыгнуть выше головы», а весь его успех в Великобритании скорее всего обеспечен за счёт ностальгии и мема с участием певца. Положительно оценено критиками и то, как Эстли использует свой голос и пишет музыку специально под него.

## История выпуска альбома
В 2013 году планировался выпуск альбома «My Red Book». Для альбома были записаны все композиции, но перед самым выпуском он был отложен на неопределённый срок. Композиции «Let It Rain» и «I Like The Sun» позднее вошли в новый альбом.
6 апреля 2016 года Рик Эстли опубликовал на официальном канале YouTube музыкальное видео «Keep Singing». На нём на кадры выступления Рика Эстли наложена студийная запись песни. В пояснении к видео Рик анонсировал выпуск нового альбома под названием 50. Такое название было выбрано в честь 50-летнего юбилея певца. Первый сингл был хорошо воспринят публикой.
13 мая был выпущен второй сингл — «Angels on My Side». В отличие от первого, в видео которого было представлено сценическое выступление, к этому синглу был снят полноценный клип, опубликованный на YouTube-канале певца 9 июня, а на следующий день поступил в продажу сам альбом. Он был выпущен Эстли самостоятельно под лейблом BMG.
19 июля 2016 года Эстли был выпущен сингл «Dance», 7 сентября на официальном канале YouTube появился клип на эту песню.

## Список композиций
Альбом 50 содержит 12 треков. Автором текстов песен и музыки является сам Эстли, он же играл на всех инструментах на записи.
| №   | Название              | Длительность |
| --- | --------------------- | ------------ |
| 1.  | «Keep Singing»        | 3:58         |
| 2.  | «Angels on My Side»   | 3:35         |
| 3.  | «Wish Away»           | 3:27         |
| 4.  | «This Old House»      | 4:30         |
| 5.  | «Pieces»              | 3:58         |
| 6.  | «God Says»            | 3:15         |
| 7.  | «I Like the Sun»      | 3:40         |
| 8.  | «Somebody Loves Me»   | 3:22         |
| 9.  | «Let It Rain»         | 3:52         |
| 10. | «Pray with Me»        | 3:39         |
| 11. | «Coming Home Tonight» | 3:28         |
| 12. | «Let It Be Tonight»   | 3:48         |

## Чарты
Альбом дебютировал на первой позиции в UK Albums Chart, в первую неделю было продано 23 691 копий. 50 стал вторым альбомом Рика Эстли, занявшим первое место в британском чарте после дебютного Whenever You Need Somebody, выпущенного в 1987 году. 8 июля 2016 года после того, как было продано 60 000 копий, альбом получил сертификацию серебряного.
| Чарт (2016)                     | Лучшая позиция |
| ------------------------------- | -------------- |
| Австрия (Ö3 Austria)            | 41             |
| Бельгия (Ultratop Фландрия)     | 35             |
| Бельгия (Ultratop Валлония)     | 76             |
| Нидерланды (MegaCharts)         | 65             |
| Германия (Media Control)        | 21             |
| Испания (PROMUSICAE)            | 70             |
| Швейцария (Schweizer Hitparade) | 44             |
| Великобритания (OCC)            | 1              |

## Сертификации и продажи
| Регион               | Сертификация | Продажи |
| -------------------- | ------------ | ------- |
| Великобритания (BPI) | Платиновый   | 307,716 |